# Hurd Hatfield
William Rukard Hurd Hatfield (7 de dezembro de 1917 – 26 de dezembro de 1998) foi um ator americano. Ele é mais conhecido por ter interpretado personagens de jovens bonitos e narcisistas, principalmente Dorian Gray no filme O Retrato de Dorian Gray (1945).

## Juventude
Hatfield nasceu na cidade de Nova Iorque, filho de William Henry Hatfield (falecido em 1954), um advogado que atuou como procurador-geral adjunto de Nova York, e sua esposa, Adele (nascida McGuire). Ele foi educado na Universidade Columbia, depois mudou-se para Londres, Inglaterra, onde estudou teatro e começou a atuar no teatro.

## Carreira de ator

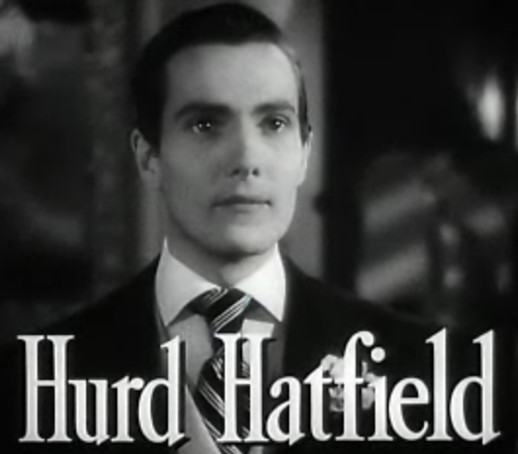
Hurd Hatfield no trailer do filme O Retrato de Dorian Gray (1945)

Ele retornou à América para sua estreia no cinema em Dragon Seed (1944), no qual ele e seus colegas de elenco (Katharine Hepburn, Akim Tamiroff, Aline MacMahon e Turhan Bey) retrataram camponeses chineses, alguns de forma mais convincente do que outros. O segundo filme de Hatfield, O Retrato de Dorian Gray (1945), fez dele uma estrela. Como o eterno anti-herói de Oscar Wilde, Hatfield recebeu elogios generalizados por sua beleza sombria, tanto quanto por sua habilidade de atuação. No entanto, o ator foi ambivalente quanto ao papel e sua atuação. “O filme não me tornou popular em Hollywood”, comentou mais tarde. "Era muito estranho, muito vanguardista, muito à frente de seu tempo. A decadência, as sugestões de bissexualidade e assim por diante, me tornou leproso! Ninguém sabia que eu tinha senso de humor e as pessoas nem almoçavam comigo."
Seus filmes seguintes, The Diary of a Chambermaid (1946), The Beginning or the End (1947), e The Unsuspected (1947), foram bem-sucedidos, mas Joana D'Arc (1948) foi um fracasso crítico e financeiro. A carreira cinematográfica de Hatfield começou a perder força muito rapidamente na década de 1950, e ele voltou aos palcos. Seus filmes subsequentes incluíram papéis coadjuvantes em The Left Handed Gun (1958), O Rei dos Reis (como Pôncio Pilatos) (1961), El Cid (1961), Harlow (1965) (como Paul Bern) e The Boston Strangler (1968). Ele reduziu suas apresentações na década de 1970. Seus filmes posteriores incluíram King David (1985) e Her Alibi (1989).
Ele apareceu com frequência na televisão e recebeu uma indicação ao Emmy pela peça gravada em vídeo do Hallmark Hall of Fame, The Invincible Mr. Disraeli (1963). Em 1957, ele apareceu em Beyond This Place, dirigido por Sidney Lumet. Outros créditos televisivos de Hatfield incluem três participações especiais em Murder, She Wrote, ao lado de Angela Lansbury, co-estrela do Retrato de Dorian Gray, que se tornou uma amiga de longa data e que tinha uma casa no Condado de Cork. Ele também apareceu como o vilão no segundo episódio de Voyage to the Bottom of the Sea, intitulado "The City Beneath the Sea". Ele apareceu em Alfred Hitchcock Presents em "None Are So Blind", que foi ao ar pela primeira vez em 28 de outubro de 1956.
Em 1952, Hatfield apareceu como São José em The Nativity, do Westinghouse Studio One. Esta foi uma rara encenação em rede comercial de uma peça de mistério do século XIV, adaptada das peças de Iorque e Chester.
Em 1966, ele apareceu na série de televisão The Wild Wild West em um episódio intitulado "The Night of the Man-Eating House". Numa reviravolta no papel de Dorian, seu personagem começa como um velho que, ao entrar em uma casa habitada pelo fantasma de sua mãe, se transforma novamente em um jovem soldado confederado. Uma segunda aparição no episódio da terceira temporada "The Night of the Undead" fez com que ele interpretasse o vingativo e louco Dr. Articulus.
De acordo com a revista Films in Review, Hatfield estava ambivalente sobre ter interpretado Dorian Gray, sentindo que isso o havia tipificado. “Sabe, eu nunca fui uma grande beleza em Gray... e nunca entendi por que consegui o papel e passei minha carreira me arrependendo”, ele teria dito.

## Vida pessoal e morte
Tendo sido apresentado à Irlanda pela atriz e ex-co-estrela Angela Lansbury, Hatfield viveu em Ballinterry House, Rathcormac, Condado de Cork desde o início dos anos 1970. Ele comprou a estrutura para salvá-la da demolição e passou 24 anos restaurando e reformando-a. Um ávido colecionador de antiguidades e arte, ele se referiu à Ballinterry House como uma pintura que nunca terminaria. Ele morreu durante o sono de ataque cardíaco na casa de um amigo, aos 81 anos, após comemorar a ceia de Natal.
Hatfield nunca se casou. Sua amiga e colega de longa data, Maggie Williams, era herdeira da Ballinterry House e de sua coleção. Ela manteve a histórica casa de campo irlandesa exatamente como estava na época da morte de Hatfield. A casa foi vendida no final de 2006, e todo o conteúdo da coleção Hurd Hatfield foi vendido em um leilão no local pela Country House Antique & Fine Art Auction em março de 2007.
No momento de sua morte, Hatfield estava escrevendo sua autobiografia. Ele foi cremado e suas cinzas espalhadas.
Hatfield era um democrata, apoiando a campanha de Adlai Stevenson durante as eleições presidenciais de 1952. Ele se apresentou várias vezes na União Soviética e desenvolveu um profundo interesse pela cultura e religião russas. Seu interesse era tão profundo que, em seu leito de morte, um padre ortodoxo russo o atendeu e oficiou seu funeral.

## Filmografia selecionada
- Dragon Seed (1944) - Lao San Tan - filho mais novo
- O Retrato de Dorian Gray (1945) - Dorian Gray
- The Diary of a Chambermaid (1946) - Georges Lanlaire
- The Beginning or the End (1947) - Dr. John Wyatt
- The Unsuspected (1947) - Oliver Keane
- The Checkered Coat (1948) - Steve 'Creepy' Bolin
- Joan of Arc (1948) - Padre Pasquerel (capelão de Joana)
- Chinatown at Midnight (1949) - Clifford Ward
- Destination Murder (1950) - Stretch Norton
- Tarzan and the Slave Girl (1950) - Príncipe dos Leões
- Alfred Hitchcock Presents (série de TV) (1956) (2ª temporada, episódio 5 "None Are So Blind") - Seymour Johnston
- The Left Handed Gun (1958) - Moultrie
- O Rei dos Reis (1961) - Pôncio Pilatos
- El Cid (1961) - Arias
- Héroes de blanco (1962)
- Harlow (1965) - Paul Bern
- Mickey One (1965) - Ed Castle
- Lamp At Midnight (1966) - Sagredo Niccolini
- The Boston Strangler (1968) - Terence Huntley
- Von Richthofen and Brown (1971) - Anthony Fokker
- The Word (1978) - Cedric Plummer
- King David (1985) - Aimeleque
- Crimes do Coração (1986) - Velho Avô
- Her Alibi (1989) - Troppa